# ゲイリー・コーン
ゲイリー・コーン（Gary D. Cohn、1960年8月27日 - ）はアメリカ合衆国の投資銀行社長を経て、ドナルド・トランプ政権の国会経済会議委員長として経済担当大統領補佐官を務めていたが通商政策の対立から退任した。妻はリサ・ペバロフ・コーン(Lisa Pevaroff-Cohn)で3人の娘がいる。

## 経歴
1960年8月27日東ヨーロッパのユダヤ人家庭に生まれ、オハイオ州シェーカーハイツで育つ。オハイオ州のカソリック系高校であるギルモア・アカデミーで学び、ワシントンDCのアメリカン大学コゴッド・スクール・オブ・ビジネスで1982年に学士号を取得した。
卒業後はオハイオ州クリーブランドのUSスチールに入社し、アルミの窓枠と下見板を販売する仕事についた。ウォール街でオプション事業を開始した証券会社の役員と知り合い、職を得るためにマクミランの『戦略的投資としてのオプション』を読み、ニューヨーク・マーカンタイル取引所のフロアの仕事を得た。
1990年にゴールドマン・サックスに勤務開始した。1996年から1999年までコモディティ業務の責任者を務め、1999年から債券・為替・コモディティ部門（FICC）のマクロビジネスを統括した。2003年からは株式部門の共同責任者となり、2006年6月にゴールドマン・サックスの社長兼共同COOに就任した。
2021年1月5日、IBMの副会長に就任。

### 国家経済会議委員長
ドナルド・トランプアメリカ合衆国大統領によって、2016年12月12日、国家経済会議委員長に指名された。上院の承認は不要なため、2017年1月20日、国家経済会議委員長に就任した。組織運営の経験が豊富なため、2月3日の金融規制の緩和に関する大統領令に際しては、議会関係者への根回し調整を万全に行い、トランプの信任を得たと報道されている。しかし、2018年3月1日にトランプが中国や日本など各国の安価な鉄鋼・アルミニウムに対して関税を課す輸入制限を発表したことに反発し、3月6日、ホワイトハウスより数週間以内の退任が発表され、4月2日に退任した。日本や欧州と協調して中国の不公正な貿易慣行に対処することを主張したことでトランプと溝が埋まらなかったとされる。